# DMA Roots
DMA Roots (fra 2001-2019 kendt som Danish Music Awards Folk, nogle gange kaldet DMA Folk), er en dansk prisuddeling inden for folkemusik. Prisen bliver uddelt af Folk Danmark, og det er sket siden 2001. Udover folkemusik gives der også priser til country- og bluesmusik. Prisuddelingen minder om Danish Music Awards, der også giver en enkelt pris i kategorien folkemusik.
Oprindeligt blev prisuddelingen afholdt i Tønderhallerne i Tønder, Sønderjylland. I 2011 flyttede arrangementet for første gang til København, hvor det blev afholdt på teatret Aveny-T, og blev efterfølgende afholdt på Jazzhouse.
I 2019 fusionerede DMA Folk og DMA World og blev til DMA Roots. I 2021 flyttede uddelingen tilbage til Tønder.

## Vindere og nominerede

### 2001
Tekst mangler, hjælp os med at skrive teksten

### 2002
DMA Folk blev afholdt d. 1. marts i Tønderhallen i Tønder. Der blev uddelt i alt 12 priser, en specialpris og 11 yderligere priser.
| Kategori                               | Vinder | Nominerede |
| -------------------------------------- | ------ | --- |
| Årets danske folk-vokalist             |        | - Anette Bjergfeldt (All That We Are) - Ester Brohus (Poor Pretty Little Me) - Jens Lysdal (Lysdal / Rasmussen: Keep The Light In Your Eyes) |
| Årets danske folk-album                |        | - All That We Are - Anette Bjergfeldt - Silke - Harpens Kraft - Lys - Haugaard & Høirup - Second Hand - Serras - Strengeleg - Zar            |
| Årets danske folk-artist (nutidig)     |        | - Anette Bjergfeldt (All That We Are) - Serras (Second Hand) - Tumult (Wallegnav)                                                            |
| Årets danske folk-artist (traditionel) |        | - Harpens Kraft (Silke) - Haugaard & Høirup (Lys) - Zar (Strengeleg)                                                                         |

### 2003
| Kategori                           | Vinder                               | Nominerede |
| ---------------------------------- | ------------------------------------ | ---------- |
| Årets danske folk-album            | HUR - Instinkt                       |            |
| Årets danske folk-artist (nutidig) | Instinkt                             |            |
| Årets folk debut                   | Instinkt                             |            |
| Årets instrumentalist              | Vivi di Bap (trommer) - Instinkt/HUR |            |

### 2004
DMA Folk blev afholdt d. 6. marts i Tønderhallen i Tønder. Blandt de optrædende var Franka, Stine Michel, Serras, Erik Grip, Lars Lilholt, Haugaard & Høirup, Peter Thorup og Thor Backhausen.
Udover de normale priser, gik specialprisen til gruppen, bestående af Anja Præst Mikkelsen, Kristine Heebøll, Jesper Vinther Petersen, Katja Mikkelsen, Julie Heebøll, der i 1996 tog initiativ til oprettelse af den nuværende Folkemusiklinie på Det Fynske Musikkonservatorium. P4-prisen: gik til Annette Bjergfeldt og P2 – Radium Prisen gik til Kristian Bugge.
| Kategori                               | Vinder                                                          | Nominerede |
| -------------------------------------- | --------------------------------------------------------------- | --- |
| Årets danske folk-album                | ULC - Quintet Masquerade                                        | - Annette Bjergfeldt - Songs For Modern Mammals - Baltinget - Classic - Haugaard & Høirup - Om Sommeren - Lars Lilholt - Nefertiti - Zar - Tusind Tanker  |
| Årets danske folk-vokalist             | Sine Lahm Lauritsen, Zar - Tusind Tanker                        | - Annette Bjergfeldt - Songs For Modern Mammals - Paul Banks - Bones & Love Bombs                                                                         |
| Årets danske folk-artist (nutidig)     | Lars Lilholt - Nefertiti                                        | - Annette Bjergfeldt - Songs For Modern Mammals - Klondyke - Lille Vampyr - Paul Banks - Bones & Love Bombs                                               |
| Årets danske folk-artist (traditionel) | Haugaard & Høirup - Om Sommeren                                 | - de Fries & D. Beck - Balance - Zar Tusind Tanker |
| Årets danske vise-album                | Bente Kure & Leif Ernstsen - Ovenover Alting                    | - Erik Grip - Visesanger - Fin Alfred Larsen - Den Tapre Landsoldat                                                                                       |
| Årets danske country-album             | Franka - For Those Who Care                                     | - Jette Torp - Snowflakes In Fire - Klondyke - Lille Vampyr - Martin Høybye - East Of November                                                            |
| Årets danske folk-debut                | de Fries & D. Beck - Balance                                    | - Fromseier Rose - Contradiction - Stine Michel - Til De Elskende - Sussie B. Nielsen - After Rain                                                        |
| Årets danske folk-sangskriver          | Lars Lilholt - Nefertiti                                        | - Annette Bjergfeldt - Songs For Modern Mammals - Mikael Ryberg, Klondyke - Lille Vampyr                                                                  |
| Årets danske folk-komponist            | Morten Alfred Høirup - Om Sommeren                              | - Annette Bjergfeldt - Songs For Modern Mammals - Harald Haugaard - Om Sommeren                                                                           |
| Årets danske folk-instrumentalist      | Tove de Fries Balance (de Fries & D. Beck)/ Classic (Baltinget) | - Harald Haugaard - Om Sommeren - Morten Alfred Høirup - Om Sommeren                                                                                      |
| Årets danske blues-album               | SP Just Frost - Peace In The Valley                             | - Max Wolff - I'm Bonafide - Poul Halberg - Love Affair                                                                                                   |
| Årets udenlandske folk-album           | Runrig - Proterra                                               | - Emmylou Harris - Stumble Into Grace - Gillian Welch- Soul Journey - Hans Theessink - Songs From The Southland - Ry Cooder/Manuel Galbán- Mambo Sinuendo |
| P4-prisen                              | Annette Bjergfeldt                                              | |

### 2005
| Kategori  | Vinder      | Nominerede |
| --------- | ----------- | ---------- |
| P4-prisen | Allan Olsen |            |

### 2006
| Kategori                          | Vinder                          | Nominerede |
| --------------------------------- | ------------------------------- | ---------- |
| Årets Danske Folk Instrumentalist | Kristian Bugge                  |            |
| Årets folk debut                  | Kristian Bugge - Kristian Bugge |            |
| P4-prisen                         | Vildnis                         |            |

### 2007
DMA Folk 2007 blev afholdt d. 3. marts i Tønder. Blandt de optrædende var Rasmus Lyberth, Trio Mio, Afenginn, Sussie Nielsen Trio og Tamra Rosanes.
| Kategori                          | Vinder                                                    | Nominerede |
| --------------------------------- | --------------------------------------------------------- | --- |
| Årets danske album                | Instinkt – Grum                                           | - Afenginn – Akrobakkus - Benny Andersen & Povl Dissing – Svantes viser - Niels Hausgaard – Flyv så - Lars Lilholt – Storyteller - Sussie Nielsen – Pigens morgen - Niels Skousen – Daddy Longleg |
| Årets danske artist (traditionel) | Kvasir – Nye sko                                          | - Jydsk på Næsen m.fl. – Spillemandsmessen - Kasír – Reel Irish |
| Årets danske artist (nutidig)     | Rasmus Lyberth – Asanaqigavit                             | - Afenginn – Akkrobakkus - Instinkt – Grum - Niels Skousen – Daddy Longleg |
| Årets danske vokalist             | Rasmus Lyberth – Asanaqigavit                             | - Povl Dissing, Benny Andersen & Povl Dissing - Svantes viser - Lars Lilholt – Storyteller - Sussie Nielsen – Pigens Morgen                                                                       |
| Årets danske instrumentalist      | Knud Møller, Theesink, Nalle & Møller - Goin’ Down Slow 2 | - Nikolaj Busk – Sussie Nielsen/Pigens Morgen (GO’ Danish Folk Music) - Martin Seeberg – Instinkt/Grum og Virelai/Havmandens kys                                                                  |
| Årets danske sangskriver          | Niels Hausgaard – Flyv så                                 | - Klondyke – Verdensmand - Lars Lilholt – Storyteller - Rasmus Lyberth – Asanaqigavit - Niels Skousen – Daddy Longleg                                                                             |
| Årets danske komponist            | Ivan Bjerre Damgård – Jydsk på næsen/ Spillemandsmessen   | - Anders Roland/Finn Olafsson – Blues - Niels Skousen – Daddy Longleg |
| Årets danske debut                | Helene Blum – En sød og liflig klang                      | - Kasír – Reel Irish - Kvasir – Nye sko |
| Årets danske visealbum            | Sussie Nielsen – Pigens morgen                            | - Ragna Ea – I nordenvindens træk - Bente Kure & Leif Ernstsen – Den niende udsigt - Channe Nussbaum – Hvis det ikke er kærlighed - Salem – Nord1                                                 |
| Årets danske bluesalbum           | Theessink, Nalle & Møller – Goin’ Down Slow 2             | - Esben Just – Coming Home - H.P. Lange & The Delta Connection - H.P. Lange & The Delta Connection - Peter Nande – Big Boy Boogie                                                                 |
| Årets danske countryalbum         | Lasse Helner – At Memphis Station                         | - J. Tex & The Volunteers - Lost Between Clouds of the Tumbleweed & Space - Rio Grande – Southern Parts of My Country - Tamra Rosanes – Linedanceparty                                            |
| Årets udenlandske album           | Knut Reiersrud, Iver Kleive – Nåde over nåde              | - Shawn Colvin – These Four Walls - Bert Jansch – The Black Swan |

### 2008
DMA Folk 2008 blev afholdt d. 8. marts i Tønderhallen i Tønder. Blandt de optrædende var Allan Olsen, Valravn, Rikke Bruhn, Alain Apaloo, CS Nielsen, BoneZone, Zar og Habadekuk.
| Kategori                          | Vinder                             | Nominerede |
| --------------------------------- | ---------------------------------- | --- |
| Årets danske album                |                                    | - Eivør – Mannabarn - Dissing, Dissing, Las & Dissing – Hjemløs - Valravn – Valravn - Lasse & Mathilde – Spor af Piet Hein - Trio Mio – Stories Around a Holy Goat |
| Årets danske artist (traditionel) |                                    | - Habadám - Kirstine Sand - Phønix |
| Årets danske artist (nutidig)     |                                    | - Eivør - Valravn - Trio Mio |
| Årets danske artist               |                                    | - Povl Dissing (Dissing, Dissing, Las & Dissing) - Laura Illeborg - Karen Mose (Phønix) - Eivør                                                                    |
| Årets danske instrumentalist      |                                    | - Nikolaj Busk (Trio Mio) - Christian Alvad - Ditte Fromseier Mortensen (Habbadám) - Perry Stenbäck (Stine Michel)                                                 |
| Årets danske sangskriver          |                                    | - Laura Illeborg - Eivør - Las Nissen (Dissing, Dissing, Las & Dissing) - Laura Mo                                                                                 |
| Årets danske komponist            |                                    | - Nikolaj Busk (Trio Mio) - Eivør - Kristine Heebøll (Trio Mio) |
| Årets danske debut                |                                    | - Valravn – Valravn - Kirstine Sand – Det Dansende Par - Habbadám – Bornholmsk Folkemusik - CS Nielsen – Against the Dying of the Light                            |
| Årets danske visealbum            |                                    | - Stine Michel – Natravn - Trio Cornelis – Gamla Ord – Nye Toner - Tom Frederiksen – Synger/Sangskriver                                                            |
| Årets danske bluesalbum           | Blue Junction - Live - Out of Love | - Alain Apaloo – Flying Vision - Thorbjørn Risager – Here I Am - Blue Junction – Live, Out of Love - The Fried Okra Band – This is Your Chance, France Baby!       |
| Årets danske countryalbum         |                                    | - Christian Alvad – Hillside Tunings - CS Nielsen – Against the Dying of the Light - Rikke Bruhn – Dreams of Yesterday                                             |
| Årets udenlandske album           |                                    | - Sofia Karlsson – Visor Från Vinden - Steve Earle – Washington Square Serenade - Oysterband – Meet you There                                                      |

### 2009
DMA Folk 2009 blev afholdt d. 10. marts i Tønder. Blandt de optrædende var Jonatha Brooke, Klezmofobia. Alex Nyborg Madsen og Søren Rebbe fra DR P4 var blandt dem, som overrakte priserne.
| Kategori                          | Vinder                                | Nominerede |
| --------------------------------- | ------------------------------------- | ---------- |
| Årets danske album                | Zar - Der Brænder En Ild              |            |
| Årets danske artist (traditionel) | Henrik Jansberg - Omnivor             |            |
| Årets danske artist (nutidig)     | Afenginn - Reptilica Polaris          |            |
| Årets danske vokalist             | Jullie Hjetland - Kryss               |            |
| Årets danske instrumentalist      | Perry Stenbäck - Bladet Fra Munden    |            |
| Årets danske sangskriver          | Benny Holst - Sepiadage               |            |
| Årets danske komponist            | Nikolaj Busk, Hal & Nikolaj           |            |
| Årets danske debut                |                                       |            |
| Årets danske visealbum            | Søren Korshøj - Bladet Fra Munden     |            |
| Årets danske bluesalbum           | Tim Lothar - In It For The Ride       |            |
| Årets danske countryalbum         | Tobias Stenkjær - Blissfully Unaware  |            |
| Årets udenlandske album           | Hans Theesink & Terry Evans - Visions |            |

### 2010
Den 14. november 2010 lykkedes det for første gang - på initiativ af IFPI - at samle musikkens forskellige genrer under samme tag, til en fælles prisoverrækkelsesfest. Det foregik på Bremen Teater i Nyropsgade, og Søren Rasted fra nu hedengangne Aqua var aftenens vært. For folkemusikken betød sammenlægningen at hvor man året før i Tønder havde 12 kategorier, var der nu kun plads til fire kategorier til folkemusikken, nemlig Årets Danske Folk Album, Årets Danske Folk Navn, Årets Danske Folk Musiker/Vokalist, og endelig Årets Danske Folk Komponist. Falgren Busk Duo fik overrakt statuetter i kategorierne Årets Danske Folk Album (debut albummet "Duet"), og årets Danske Folk Navn, Nikolaj Busk fik en statuette som Årets Danske Musiker, og Bjarke Falgren fik én som Årets Danske Komponist.

### 2011
DMA Folk 2011 blev afholdt d. 29. oktober. For første gang i prisuddelingen 10-årige levetid foregik arrangementet i København, nærmere bestemt på teatret Aveny-T. Det skete på sidste dagen for den store internationale verdensmusik expo, Womex, som det år afholdtes i København, og op mod 40 internationale branchefolk deltog i den forbindelse i DMA Folk. Blandt de optrædende var Rasmus Lyberth, Karen Mose Band, Habadekuk og Trio Mio.
| Kategori                    | Vinder                                      | Nominerede |
| --------------------------- | ------------------------------------------- | --- |
| Årets danske folk-album     | Habadekuk - Hopsadaddy                      | - Trio Mio - Love and Cigars - Impuls Trio - Bugge, Bæk & Vinther - Baltic Crossing - Firetour - Rannok - Rannok - Karen Mose - Vingefang |
| Årets folk-artist           | Kristian Bugge, Habadekuk - Hopsadaddy      | - Jens Ulvsand, Trio Mio - Love and Cigars - Kristine Heebøll, Trio Mio - Love and Cigars - Nikolaj Busk, Trio Mio - Love and Cigars      |
| Årets folk-debut            | Rannok - Rannok                             | - Habadekuk - Hopsadaddy - Karen Mose - Vingefang                                                                                         |
| Årets danske folk komponist | Nikolaj Busk - Love and Cigars med Trio Mio | - Theis Juul Langlands - Rannok med Rannok - Michael Graubæk - Rannok med Rannok - Ditte Fromseier Mortensen - Still Young med Habbadám   |
| Specialprisen 2011          | Folkets Hus Spillefolk fra Nørrebro         | |

### 2012
DMA Folk 2012 blev afholdt d. 25. november på Jazzhouse i København. For første gange blev priserne Årets Livekunstner, Årets Spillested, Årets Nye Talent, Årets Track og Årets Traditionspris uddelt. Værterne var Ivan Pedersen og Sussie Luscinia Nielsen. Blandt de optrædende var Harald Haugaard, Kasper Vig, Laura Mo, H.P. Lange og Big Basco. Arrangementet forgik i samrbejde med IFPI, DJBFA, Danske Populær Autorer, Dansk Artist Forbund, Dansk Musiker Forbund og World Music Denmark.
| Kategori                | Vinder                                                                            | Nominerede |
| ----------------------- | --------------------------------------------------------------------------------- | --- |
| Årets danske folk-album | Harald Haugaard - Den Femte Søster                                                | - Basco - Big Basco - Danjál - The Bubble - Hal Parfill-Murray og Nikolaj Busk - Music From The Edge Of The World - Klondyke - Sange Fra Skæve Danmark vol. 1 |
| Årets komponist         | Mikael Ryberg Kristensen - Udkantsland - Sange Fra Skæve Danmark vol. 1, Klondyke | - Dánjal á Neystabø for The Bubble, Dánjal - Harald Haugaard - Den Femte Søster - Hal Parfill-Murray & Nikolaj Busk - Music From the edge of the World,Hal Parfill-Murray & Nikolaj Busk - Kim Nyberg - AstroZub, Astrozub                                           |
| Årets instrumentalist   | Harald Haugaard (violin) - Den Femte Søster                                       | - Christian Alvad (guitar) - The Lakeside Sketches - Nikolaj Busk (piano m.m.) - Music From the edge of the World, Hal Parfill-Murray & Nikolaj Busk - Perry Stenbäck (guitar og mandolin) - Himmelhøj, Stine Michel - Rasmus Krøyer (klarinet) - AstroZub, Astrozub |
| Årets vokalist          | Hal Parfitt-Murray - Big Basco, Basco                                             | - Jes Holtsø - Big Easy, Jes Holtsø - Laura Mo - Motel, Laura Mo - Rikke Lundorff - Falling, Rikke Lundorff - Stine Michel - Himmelhøj, Stine Michel |
| Årets track             | Andreas Tophøj og Rune Barslund - "The Danish Immigrant"                          | - Dánjal - "Bring me along" - Karoline Haustad - "Alarm" - Stanley Samuelsen - "Um eg kundi kvøðið" - Svøbsk og Michael Møller - "The Burning Walz" |
| Årets nye talent        | Trias                                                                             | - Dánjal - Boho Dancer |
| Årets spillested        | Café Ellegaard                                                                    | |
| Årets livenavn          | De Glade Sømænd                                                                   | - Fransk Dolkeparti[kilde mangler] |
| Årets Traditionspris    | Jensen & Bugge                                                                    | |
| Årets Ærespris          | Morten Alfred Høirup                                                              | |

### 2013
DMA Folk 2013 blev afholdt i november på Jazzhouse i København. Den daværende kulturminister Marianne Jelved holdt åbningstalen. Blandt de optrædende var Afenginn, Trias feat. Camille Skjærbæk, Allan Olsen, FolkeKons og DMA Folk Allstars. Arrangementet skete i samarbejde med ROSA - Dansk Rock Samråd, IFPI, Jazzhouse, Danske Komponister og Sangskrivere (DJBFA), Danske Populær Autorer (DPA), Dansk Artist Forbund (DAF) og Dansk Musiker Forbund (DMF).
| Kategori         | Vinder                                                             | Nominerede     |
| ---------------- | ------------------------------------------------------------------ | -------------- |
| Årets udgivelse  | Dreamers' Circus - A Little Symphony                               |                |
| Årets komponist  | Søren Krogh - Hardcore Troubadur                                   |                |
| Årets kunstner   | Ale Carr (Cittern) fra Dreamers' Circus                            |                |
| Årets talent     | Dreamers' Circus – Nikolaj Busk, Rune Tonsgaard Sørensen, Ale Carr | Trolska Polska |
| Årets spillested | Dagligstuekoncerter på Maglebrænde Gamle Skole                     |                |
| Traditionsprisen | Habadekuk                                                          |                |
| Tingluti Prisen  | Den 2. Radio for programmet Folk Danmark                           |                |

### 2014
DMA Folk 2014 blev afholdt d. 29. november på Jazzhouse i København. Blandt de optrædende var Folkeklubben, Dreamers' Circus, Arne Würgler, Sine Bach Rüttel, The Folk Factory og Umti Orkestar.
| Kategori                      | Vinder                                               | Nominerede |
| ----------------------------- | ---------------------------------------------------- | --- |
| Årets udgivelse               | Habadekuk - Kaffepunch                               | - Klondyke - Sange fra Nord - Trolska Polska - Moss - Alan Klitgaard - Regnens Harpe - Basco - The Remarkable Return of Old Man Basco                                                                            |
| Årets komponist / sangskriver | Martin Seeberg med Trolska Polska - Moss             | - Hal Parfitt Murray med Basco - The Remarkable Return of Old Man Basco" (GO' Danish Folk Music) - Christian Alvad - Travellers' Touch - Mikael K med Klondyke - Sange fra Nord - Søren Korshøj - Skyggen af sol |
| Årets musiker / sanger        | Jullie Hjetland                                      | - Alan Klitgaard - Fromseier & Hockings - Hal Parfitt Murray - Jensen & Bugge |
| Årets traditionspris          | Habadekuk                                            | - Arne Würgler - Mikael K |
| Årets nye talent              | Sherzandum                                           | - Astrid Samuelsen - Bo Steen & Holst - Michael Hamilton - The Folk Factory |
| Årets spillested              | Hagges Musik Pub, Tønder                             | - Aksen / Hørve Medborgerhus - Folk Roskilde - Halkær Kro og Kulturhus - Klaverfabrikken Live, Hillerød |
| Folk Danmarks særpris         | Carsten Panduro (tidligere leder af Tønder Festival) | |
| Tingluti-prisen               | Musik over Præstø Fjord                              | |

### 2015
DMA Folk blev afholdt den 28. november i Absalons Hus på Vesterbro i København. Blandt de optrædende var Benny Holst og Christian Alvad, Lukkif og Klondyke. Huxi Bach var konferencier.
| Kategori             | Vinder                             | Nominerede |
| -------------------- | ---------------------------------- | --- |
| Årets Udgivelse      | Second Movement (Dreamers' Circus) | - Ballader til låns (Christian Alvad) - Mother Tongue (Jonathan Byrd & The Sentimentals) - Alaatsinaassuseq Aquttoralugu / Nysgerrighed Som Styrmand (Rasmus Lyberth) - Northern Trail (Jonah Blacksmith) |
| Årets Komponist      | Ale Carr - Second Movement         | - Andrzej Krejniuk - The Spider in the Fiddle - Nikolaj Busk - Second Movement - Jens Einer Sørensen - New Days vs Old Ways - Rasmus Lyberth - Alaatsinaassuseq Aquttoralugo / Nysgerrighed Som Styrmand  |
| Årets Musiker/Sanger | Ditte Fromseier Hockings           | - Andreas Tophøj - Basco - Helene Blum & Harald Haugaard Band - Jonah Blacksmith |
| Talentprisen         | Elmøe og Hoffmann                  | - Shot Box - Trio Svin - Floating Sofa Quartet - Jonah Blacksmith |
| Årets Traditionspris | Tove de Fries                      | - Jensen & Bugge + Høirup - Spillemand! - Danmarks Rigsspillemænd - FolkCamp (Noah Shamir & Ellen Wanned Østerby)                                                                                         |
| Tingluti-prisen      | George Mihalache                   | |

### 2016
DMA Folk blev afholdt den 26. november i Tønder, hvor prisuddelingen for vendte tilbage efter flere år i København, hvilket bl.a. glædede borgmesteren Henrik Frandsen. Blandt de optrædende var Signe Svendsen, Kloster, Mallebrok og Jacob Dinesen, mens Huxi Bach var konfrencier for andet år i træk.
| Kategori                | Vinder                           | Nominerede |
| ----------------------- | -------------------------------- | --- |
| Årets Udgivelse         | Opus (Afenginn)                  | - Der er ingen der venter på os (Tue West) - Half Dream, Half Epiphany (Kloster) - Månen Ligger På Gulvet (Illeborg & Nussbaum) - Rift (Signe Svendsen) |
| Årets Komponist         | Kim Rafael Nyberg - Opus         | - Siri Iversen - Vildskud - Maja Kjær Jacobsen - Fru Skagerrak - Channe Nussbaum - Månen Ligger på Gulvet - Tobias Elof & Nikolaj Wamberg - Byen Sover  |
| Årets Sangskriver       | Mirja Klippel - "Lift Your Lion" | - Marc Facchini - "Vidunderlige Drømme" - Martin Høybye - "For The World" - Signe Svendsen - "Rift" - Ida Wenøe - "Time Of Ghosts"                      |
| Årets Musiker           | Kristian Bugge                   | - Tobias Elof - Morten Alfred Høirup - Sonnich Lydom - Perry Stenbäck                                                                                   |
| Årets Sanger (vokalist) | Søren Krogh                      | - Jeppe Brixvold - Solsort (Betina Følleslev) - Mia Guldhammer - Michael Hamilton                                                                       |
| Årets Talent            | Mynsterland                      | - Dear Gaia - Mirja Klippel - Trioen Hvalfugl - Trio Wolski                                                                                             |
| Årets Traditionspris    | Lydom, Bugge og Høirup           | - Det Yderste Hav - Jes Kromann & Sonnich Lydom - J Tex & The Volunteers                                                                                |
| Årets Folk-spillested   | Thy Folkemusik, Hurup Thy        | - Baltoppen Live, Ballerup - Folk For Folk, Svendborg - Musikforeningen Drauget, Hørve - Stars, Vordingborg                                             |

### 2017
DMA Folk 2017 blev afholdt den 9. marts i Stakladen i Aarhus. Helene Blum var konfrencier, og til overrækkelsen optrådte Orhan Özgür Turan, Vokalselskabet Glas, Folke-Kons samt Harald Haugaard og Helene Blum med band i selskab med 20 musikere, som udgør Prinsens Musikkorps.
| Kategori                      | Vinder                                                    | Nominerede |
| ----------------------------- | --------------------------------------------------------- | --- |
| Årets Udgivelse               | Interesting Times (Basco)                                 | - Efter Horisonten (Trias) - The moon we watch is the same (Floating Sofa Quartet) - Untold Tails (Trolska Polska) - Mollevit (Habadekuk)                                                                         |
| Årets Komponist               | Jonas Kongsted – Efter Horisonten                         | - Rasmus Nielsen – Efter Horisonten - Basco – Interesting Times - Clara Tesch – The Moon We Watch Is The Same - Martin Seeberg – Untold Tails                                                                     |
| Årets Sangskriver             | M.C. Hansen                                               | |
| Årets Musiker                 | Ale Carr (Dreamers' Circus og Basco)                      | - Andreas Tophøj (Basco, Andreas Tophøj og Rune Barslund) - Rune Tonsgaard Sørensen (Dreamers' Circus, The Danish String Quartet) - Kristian Bugge (Gangspil, Baltic Crossing, Jensen og Bugge) - SangKa (Phønix) |
| Årets Sanger (vokalist)       | Louise Støjberg (Zenobia, Louise Støjberg & Martin Rauff) | - Karen Mose (Phønix) |
| Årets Globale Roots Udgivelse | Kaynasma (Hudna)                                          | Mynsterland (Mynsterland) |
| Årets Global Roots Kunstner   | Orhan Özgür Turan (Hudna m.fl.)                           | |
| Årets Traditionspris          | Jes Kroman                                                | Mette Kathrine Jensen Stærk og Kristian Bugge |
| Årets Spillested              | Folk for Folk, Svendborg                                  | |

### 2018
DMA Folk 2018 blev afholdt den 29. november i Jazzhouse, København. Blandt de optrædende var Dreamers' Circus, Arne Würgler og banjospilleren Sine Bach Rüttel, The Folk Factory og Umti Orkestar.
| Kategori                    | Vinder | Nominerede |
| --------------------------- | ------ | --- |
| Årets Udgivelse             |        | - Kaffepunch (Habadekuk) - Sange fra Nord (Mikael K & Klondyke) - Moss (Trolska Polska) - Regnens Harpe (Alan Klitgaard) - The Remarkable Return of Old Man Basco (Basco)                                                                     |
| Årets komponist/Sangskriver |        | - Hal Parfitt Murray med Basco – The Remarkable Return of Old Man Basco - Christian Alvad – Travellers' Touch - Martin Seeberg med Trolska Polska – Moss - Mikael K med Mikael K & Klondyke – Sange fra Nord - Søren Korshøj – Skyggen af sol |
| Årets Musiker/sanger        |        | - Alan Klitgaard - Fromseier & Hockings - Hal Parfitt Murray - Jensen & Bugge - Jullie Hjetland |
| Årets Traditionspris        |        | - Arne Würgler - Habadekuk - Mikael K |
| Årets Talent                |        | - Astrid Samuelsen - Bo Steen & Holst - Michael Hamilton - Sherzandum - The Folk Factory |
| Årets Spillested            |        | - Aksen / Hørve Medborgerhus - Folk Roskilde - Hagges Musik Pub, Tønder - Halkær Kro og Kulturhus - Klaverfabrikken Live, Hillerød |

### 2019
DMA Folk 2019 blev afholdt den 10. november på Alice i København, og M.C. Hansen var vært. Blandt de optrædende var Jytte Abildstrøm, Vingefang, Trio Svin og Baltic Crossing. For første gang fusionerede uddelingen med DMA World.
| Kategori                    | Vinder                                | Nominerede |
| --------------------------- | ------------------------------------- | --- |
| Årets Folk Udgivelse        | Neighbourhood – Floating Sofa Quartet | - Château du Garage – Spöket i Köket - Polyglot Pike – Trio Mio - Rooftop Sessions – Dreamers’ Circus                                      |
| Årets World Udgivelse       | Sira Kura – Faratuben                 | |
| Årets komponist/Sangskriver | Kristine Heebøll – Polyglot Pike      | - Ale Carr / Rune Tonsgaard Sørensen / Nikolaj Busk – Rooftop Sessions - Jens Ulvsand – Polyglot Pike - Nisse Blomster – Chateau de Garage |
| Årets Folk Musiker/sanger   | Perry Stenbäck                        | - Emma Kragh-Elmøe - Julian Svejgaard Jørgensen - Villads Hoffmann                                                                         |
| Årets World Musiker/sanger  | Moussa Diallo                         | |
| Årets Traditionspris        | Peter Uhrbrand                        | - Maja Kjær Jacobsen - Mads Hansens Kapel                                                                                                  |
| Årets Talent                | Henriette Ambæk Flach                 | - Tailcoat |
| Årets Folk Formidler        | Radiofolk                             | |

### 2021
DMA Roots 2021 blev afholdt den 27. november i Tønder. Blandt de optrædene var Kamilla Haugaard, Dawda Jobarteh og Yohan Ramon, americana-gruppen Baby Did a Bad Thing og strygerensemblet Who Killed Bambi, der spillede sammen med Mirja Klippel, Mia Guldhammer og Berrin Bas.
| Kategori                    | Vinder                                | Nominerede |
| --------------------------- | ------------------------------------- | ---------- |
| Årets Danske Rootskomponist | Martin Seeberg: Eufori                |            |
| Årets Danske Rootsnavn      | Ida Wenøe                             |            |
| Årets Danske Rootstrack:    | Trolska Polska: "Den Vandrende Kæmpe" |            |
| Årets Danske Rootsudgivelse | Nevesta's Voice Mothers Tongues       |            |
| Årets Nye Danske Rootsnavn  | Nevesta's Voice                       |            |
| Årets Danske Rootslivenavn  | Total Hip Replacement                 |            |
| Årets Traditionspris        | Lars Lilholt                          |            |
| Årets ærespris              | Povl Dissing                          |            |

### 2022
DMA Roots 2022 blev afholdt den 26. november på Gimle i Roskilde.
| Kategori                    | Vinder                                     | Nominerede |
| --------------------------- | ------------------------------------------ | ---------- |
| Årets Danske Rootskomponist | Luna Bülow Ersahin (AySay)                 |            |
| Årets Danske Rootsnavn      | AySay                                      |            |
| Årets Danske Rootstrack     | Helene Tungelund: "Sylfide"                |            |
| Årets Danske Rootsudgivelse | AySay                                      |            |
| Årets Nye Danske Rootsnavn  | Helene Tungelund                           |            |
| Årets Danske Rootslivenavn  | The KutiMangoes (skiftet navn til Sunbörn) |            |
| Årets Traditionspris        | Skagen Festival                            |            |
| Årets ærespris              |                                            |            |

### 2023
DMA Roots 2023 blev afholdt i forbindelse med Resonator Festival i Odense
| Kategori                    | Vinder                                | Nominerede |
| --------------------------- | ------------------------------------- | --- |
| Årets Danske Rootskomponist | Lene Høst                             | Henriette Flach Filippa Westerberg Frederik Mensink                                                                                         |
| Årets Danske Rootsnavn      | Svøbsk                                | Vesselil VÍÍK Azur Azur Høst |
| Årets Danske Rootstrack     | Grabow & Guldhammer: "Fuglens Varsel" | Henriette Flach: "Flich Flach" VÍÍK: "Gjeterjinter Kalaha og Hilal Kaya: "Disko Yulo" Azur Azur: "Fjord" Vesselil: "Kirsten som stalddreng" |
| Årets Danske Rootsudgivelse | Henriette Flach: Skyklokke            | Vesselil: Til Kirsten Høst: Fuglesang Svøbsk: Sorgenfri Azur Azur: Noget blåt Hialøse: Scanian Very Old Pop                                 |
| Årets Nye Danske Rootsnavn  | Azur Azu                              | Justine Boesen Tingo Optur Høst |
| Årets Danske Rootslivenavn  | JJ Paulo                              | VÍÍK Aysay Dreamers' Circus |
| Årets Traditionspris        | Grabow & Guldhammer                   | |
| Brancheprisen               | Turkis                                | |
| Årets ærespris              | Dreamers' Circus                      | |